# Adriana Pérez
Adriana Pérez (* 20. November 1992 in Anzoátegui) ist eine ehemalige venezolanische Tennisspielerin.

## Karriere
Pérez begann im Alter von acht Jahren mit dem Tennissport und spielte vor allem ITF-Turniere auf dem ITF Women’s Circuit. Sie gewann während ihrer Karriere sieben ITF-Titel im Einzel und neun im Doppel.
Ihr erstes Profiturnier bestritt Pérez im Oktober 2008 und wurde Ende Oktober 2010 nach ihren Siegen in Caracas und Bogotá das erste Mal unter den Top700 der Weltrangliste geführt. Ihr erstes Turnier auf der WTA Tour spielte sie bei den Copa BBVA Colsanitas 2012, wo sie allerdings bereits in der ersten Runde der Qualifikation gegen Marie-Ève Pelletier mit 6:74 und 0:6 verlor. Bei den Sony Swedish Open, ihrem zweiten WTA-Turnier 2012 verlor sie sowohl im Einzel in der Qualifikation gegen Anastasia Grymalska mit 6:4, 4:6 und 1:6 ebenso in der ersten Runde wie auch zusammen mit Grymalska im Doppel gegen Sandra Klemenschits und Tatjana Maria. Nach dem Halbfinaleinzug beim mit 50.000 US-Dollar dotierten ITF-Turnier in Las Vegas wurde Adriana Pérez erstmals unter den Top300 in der Einzelweltrangliste geführt.
Zu Beginn des Jahres 2013 verlor sie bei den WTA-Turnieren sowohl in Cali wie auch in Bogotá bereits in der ersten Runde der Qualifikation. Beim Brasil Tennis Cup in Florianópolis erreichte sie über die Qualifikation das Hauptfeld im Einzel, wo sie aber dann gegen Chanelle Scheepers in der ersten Runde mit 6:2, 4:6 und 0:6 in drei Sätzen verlor. In Monterrey schied sie in der zweiten Runde der Qualifikation aus. Danach konnte sie einige gute Ergebnisse bei ITF-Turnieren sammeln, so dass sie nach den Citi Open bei der Qualifikation zu den US Open 2013 antreten konnte. Sie schied dort aber bereits in der ersten Runde gegen Alison Van Uytvanck in drei Sätzen mit 1:6, 6:4 und 3:6 aus. Unmittelbar danach gewann sie in Redding ihr erstes mit 25.000 US-Dollar dotiertes ITF-Turnier. Nach ihren Siegen beim ITF-Turnier in Monterrey und dem Finaleinzug in Merida im Dezember, wurde sie zum Ende des Jahres 2013 erstmals unter den Top200 der Einzelweltrangliste geführt.
Mit weiteren Ergebnissen zu Beginn des Jahres 2014 erreichte sie im April ihre höchste Platzierung in der WTA-Einzelweltrangliste mit Platz 186. Nach den XXII Copa Claro Colsanitas in Bogotá spielte Pérez 2014 kein Turnier mehr und rutschte so bis auf Platz 681 zum Ende des Jahres 2014 ab. 2015 bestritt sie nur noch zwei Turniere im Januar und wird seit 2016 nicht mehr in den Weltranglisten geführt.
Für die venezolanische Fed-Cup-Mannschaft tritt sie seit 2011 an und konnte bislang von 32 Partien 16 gewinnen, davon zehn im Einzel und sechs im Doppel.

## Turniersiege

### Einzel
| Nr. | Datum              | Turnier   | Kategorie   | Belag     | Finalgegnerin       | Ergebnis      |
| --- | ------------------ | --------- | ----------- | --------- | ------------------- | ------------- |
| 1.  | 20. September 2010 | Caracas   | ITF $10.000 | Hartplatz | Andrea Gámiz        | 6:3, 6:1      |
| 2.  | 31. Oktober 2010   | Bogotá    | ITF $10.000 | Sand      | Karen Castiblanco   | 6:1, 1:6, 6:1 |
| 3.  | 10. April 2011     | Caracas   | ITF $10.000 | Hartplatz | Viktoryia Kisialeva | 6:1, 6:3      |
| 4.  | 17. April 2011     | Caracas   | ITF $10.000 | Hartplatz | Amanda McDowell     | 2:6, 6:2, 6:2 |
| 5.  | 29. April 2012     | Caracas   | ITF $25.000 | Hartplatz | Teliana Pereira     | 6:1, 6:1      |
| 6.  | 15. September 2013 | Redding   | ITF $25.000 | Hartplatz | Robin Anderson      | 2:6, 6:2, 6:1 |
| 7.  | 1. Dezember 2013   | Monterrey | ITF $25.000 | Hartplatz | Indy de Vroome      | 4:6, 6:4, 6:3 |

### Doppel
| Nr. | Datum            | Turnier               | Kategorie   | Belag     | Partnerin            | Finalgegnerinnen                           | Ergebnis         |
| --- | ---------------- | --------------------- | ----------- | --------- | -------------------- | ------------------------------------------ | ---------------- |
| 1.  | 7. November 2010 | Bogotá                | ITF $10.000 | Sand      | Yuliana Lizarazo     | Karen Castiblanco Andrea Koch-Benvenuto    | 6:2, 7:65        |
| 2.  | 10. April 2011   | Caracas               | ITF $10.000 | Hartplatz | Karen Castiblanco    | Indire Akiki Zuzana Linhová                | 7:5, 6:2         |
| 3.  | 17. April 2011   | Caracas               | ITF $10.000 | Hartplatz | Karen Castiblanco    | Lena Litvak Amanda McDowell                | 7:610, 6:4       |
| 4.  | 5. Juni 2011     | Maribor               | ITF $25.000 | Sand      | Karen Castiblanco    | Ani Mijacika Ana Vrljić                    | 6:3, 7:69        |
| 5.  | 17. Juli 2011    | Bogotá                | ITF $25.000 | Sand      | Andrea Gámiz         | Julia Cohen Andrea Koch-Benvenuto          | 6:3, 6:4         |
| 6.  | 2. Juni 2013     | El Paso               | ITF $25.000 | Hartplatz | Marcela Zacarías     | Fatma Al Nabhani Keri Wong                 | 6:3, 6:3         |
| 7.  | 7. Juli 2013     | São José do Rio Preto | ITF $25.000 | Sand      | Verónica Cepede Royg | María Fernanda Álvarez Terán Mailen Auroux | 4:6, 6:4, [11:9] |
| 8.  | 14. Juli 2013    | Campinas              | ITF $25.000 | Sand      | Verónica Cepede Royg | Florencia Molinero Carolina Zeballos       | 6:0, 6:1         |
| 9.  | 3. November 2013 | Caracas               | ITF $25.000 | Hartplatz | Verónica Cepede Royg | Florencia Molinero Laura Pigossi           | 6:3, 6:3         |